# Cenher járás
Cenher járás (mongol nyelven:  Цэнхэр сум) Mongólia Észak-Hangáj tartományának egyik járása. Területe 3200 km². Népessége kb. 5414 fő.
Székhelye Altan-Ovó (Алтан-Овоо), mely 29 km-re fekszik Cecerleg tartományi székhelytől.